# Scandal (dal)
A Scandal a nyolcadik dal a brit Queen rockegyüttes 1989-es The Miracle albumáról. Nagyrészt Brian May gitáros és Freddie Mercury énekes írta, de szokás szerint az albumon nem jelölték külön a szerzőséget.
A dal a sajtó és az együttes rossz kapcsolatáról szól. May 1988-ban elvált a feleségétől, és Anita Dobson színésznővel kezdett kapcsolatot. Az ügy részleteit kíméletlenül kivesézte a brit bulvársajtó, May pedig felháborodott azon, hogy a feleségével közös gyermekei minden részletet megtudhatnak az újságokból. Roger Taylor dobost és Mercuryt kicsapongó életmódjuk miatt kezdték ki, utóbbit pedig az 1980-as évek végére az egészségi állapota miatt is zaklatták. Tőlük származott a dal ötlete, a stúdióban ötlötték ki 1988 környékén (bár May szerint Taylor keveset tett hozzá).
1989. október 8-án kislemezen is megjelent, összesen hat változatban: CD lemezen, kazettán, két különböző színű 7 hüvelykes bakelitlemezen, 12 hüvelykes normál, és az együttes aláírásával ellátott bakelitlemezen. A huszonötödik helyet érte el az angol slágerlistán.
A dalhoz az osztrák DoRo rendezőpáros rendezte a klipet 1989 októberében, a Pinewood Studiosban. A filmben az együttes ember nagyságú újságlapok között adta elő a dalt. A  tagok későbbi elmondása szerint sem a dal, sem a klip nem állt túl közel hozzájuk.

## Közreműködők
- Ének: Freddie Mercury
- Háttérvokál: Freddie Mercury

Hangszerek:
- Roger Taylor: Ludwig dobfelszerelés
- John Deacon: Fender Precision Bass
- Brian May: Red Special , Korg M szintetizátor
- Queen: Korg M szintetizátor
- David Richards: Korg M szintetizátor

## Kiadás és helyezések
7" kislemez (Parlophone QUEEN 14, Anglia)
1. Scandal – 4:43
2. My Life Has Been Saved – 3:15

12" kislemez (Parlophone 12 QUEEN 14, Anglia)
1. Scandal (extended) – 6:23
2. Scandal – 4:43
3. My Life Has Been Saved – 3:15

3" CD (Parlophone CDP 552-2035443, Anglia)
1. Scandal – 4:43
2. My Life Has Been Saved – 3:15

7" kislemez (Capitol 4JM44457, Amerika)
1. Scandal – 4:43
2. My Life Has Been Saved – 3:15

CD (Capitol 715514, Amerika)
1. Scandal
2. My Life Has Been Saved
3. Hijack My Heart
4. Stealin

| Év   | Lista                | Helyezés |
| ---- | -------------------- | -------- |
| 1989 | Brit kislemezlista   | 25       |
| 1989 | Belgium Ultratop     | 26       |
| 1989 | Hollandia MegaCharts | 12       |
| 1989 | Ír slágerlista       | 14       |

## Külső hivatkozások
- Dalszöveg
- Scandal (dal). www.queensongs.info. (angolul) Queensongs.info – Részletes dalszerkezet elemzés
- Videóklip. YouTube
- Slágerlistás helyezései. ukmix.org (angolul)